# Diethylamin
Diethylamin ist eine chemische Verbindung aus der Gruppe der aliphatischen sekundären Amine.

## Gewinnung und Darstellung
Diethylamin kann durch Reaktion von Ethanol mit Ammoniak gewonnen werden, wobei auch Ethylamin und Triethylamin entstehen.

## Eigenschaften
Die wässrige Lösung von Diethylamin reagiert stark alkalisch. Ab etwa 500 °C zersetzt sich Diethylamin. Es hat eine dynamische Viskosität von 0,34 mPa·s bei 25 °C. Das Hydrobromid ist bei 14 °C mit 420 g/L gut in Chloroform löslich.

### Sicherheitstechnische Kenndaten
Diethylamin bildet mit Luft leicht entzündliche Dampf-Luft-Gemische. Die Verbindung hat einen Flammpunkt unterhalb von −20 °C. Der Explosionsbereich liegt zwischen 1,7 Vol.‑% (50 g/m3) als untere Explosionsgrenze (UEG) und 10,1 Vol.‑% (305 g/m3) als obere Explosionsgrenze (OEG). Die Grenzspaltweite wurde mit 1,15 mm (50 °C) bestimmt. Es resultiert damit eine Zuordnung in die Explosionsgruppe IIA. Die Zündtemperatur beträgt 305 °C. Der Stoff fällt somit in die Temperaturklasse T2.

## Verwendung
Diethylamin wird zur Herstellung von Kautschuk-, Textil-, Flotationschemikalien, von Kunstharzen, Farb- und Arzneistoffen, Insektiziden, galvanischen Bädern und Polymerisationsverzögerern sowie als pH-Wert-Regler und Puffersubstanz verwendet. Es kann auch zur Herstellung des Nervengiftes Tabun verwendet werden. Weiterhin wird es in der Herstellung von Elektrolytkondensatoren eingesetzt.

## Supramolekulare Struktur

Supramolekulare Helix

Diethylamin ist das kleinste und einfachste Molekül das eine supramolekulare Helix als Aggregat mit niedrigster Energie aufweist. Andere ähnlich kleine wasserstoffverbrückte Moleküle bevorzugen zyklische Strukturen.

## Salze
Diethylamin bildet Hydrohalogenide wie das Diethylaminhydrochlorid und das  Diethylaminhydrobromid